# Джонс, Сидни
Сидни Джонс (англ. Sidney Jones, 17 июня 1861 — 29 января 1946) — британский композитор и дирижёр.
Сын военного дирижёра Джеймса Сидни Джонса-старшего (1837–1914) и Энн Джонс (урожденная Эйкотт). Сидни был вторым из шести детей. Его младший брат, Гай Сидни Джонс (1875–1959), также стал дирижером и композитором. В Дублине Джонс учился у сэра Роберта Стюарта (1825–1894). 
В 1885 году Джонс женился на Кейт Линли, актрисе, и у пары родилось пятеро детей. 
Работал военным капельмейстером, дирижёром странствующих оперных трупп в Англии и Австралии. В 1887—1902 ассистент дирижера и кларнетист оркестра г. Харрогит. С 1905 года дирижёр оркестра лондонского театра «Эмпайр».

## Автор музыкальных комедий
- 1896 — «Гейша» (Лондон; текст О. Холла и X. Гринбэнка)
- 1893 — «Весёлая девушка»
- 1899 — «Греческий раб» (Вена),
- 1909 — «Персидская принцесса» (Лондон),
- 1913 — «Девушка из Юты» (совместно с П. Рабенсом, Лондон),
- 1916 — «Счастливый день» (Лондон) и др.